# Souani

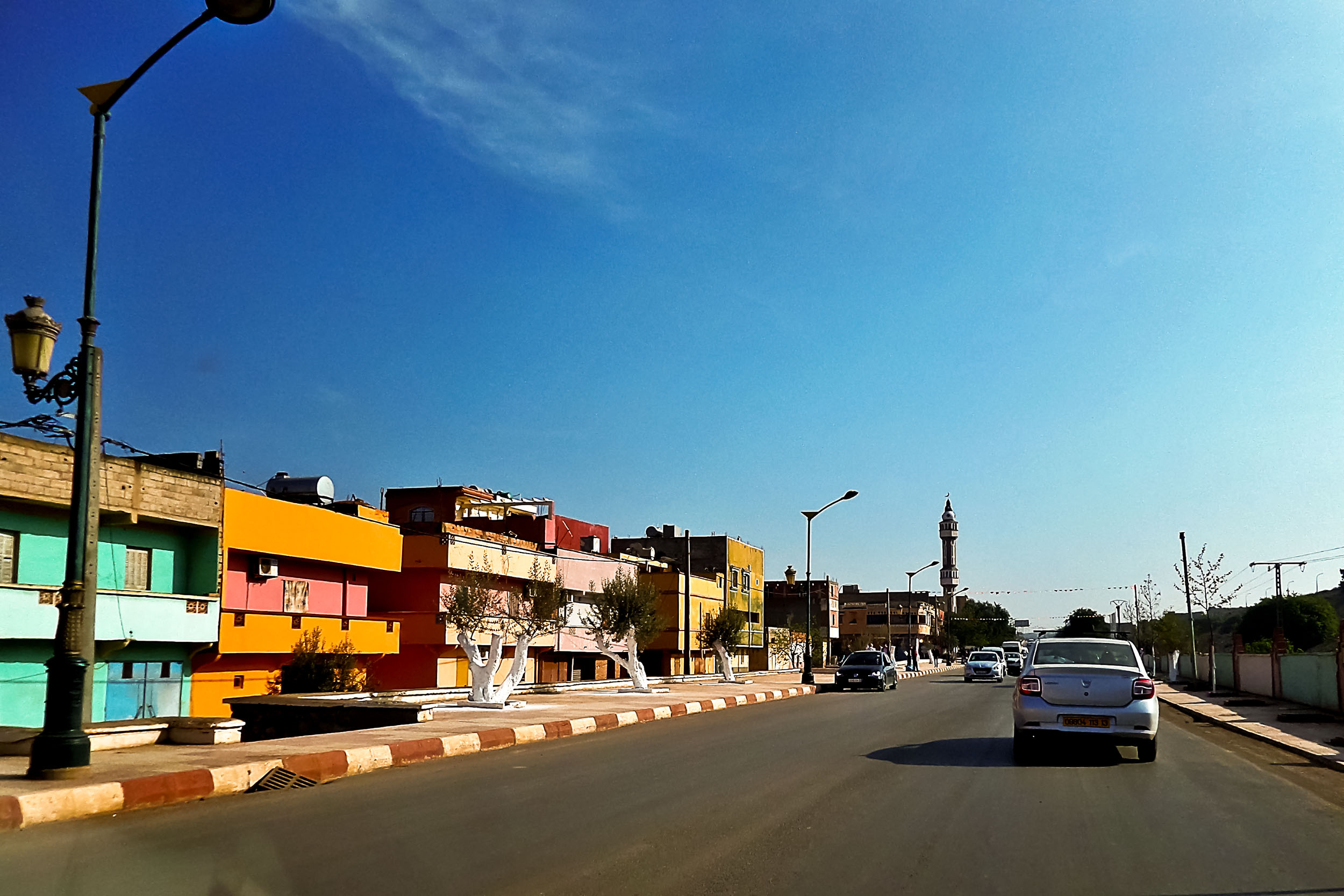
Fotografia de Souani

Souani (em árabe: السوانى) é uma cidade e comuna localizada na província de Tremecém, no noroeste da Argélia. Em 2008, sua população era de 9 513 habitantes.